# José Segura (beisbolista)
José Altagracia Segura Mota (nacido el 26 de enero de 1963 en Barahona) es un ex lanzador dominicano que jugó en las Grandes Ligas de Béisbol. Jugó durante tres temporadas en el nivel de Grandes Ligas con los Medias Blancas de Chicago y los Gigantes de San Francisco. Fue firmado por los Filis de Filadelfia como amateur en 1981. Segura jugó su primera temporada como profesional con el equipo de novato de los Filis los Helena Phillies en 1981, y el último con el equipo de Triple-A de los Yankees Columbus Clipperstriple en 1995. En las mayores terminó con récord de 0 victorias, 2 derrotas, 9.00 de efectividad, permitió 52 hits, 39 carreras (31 limpias), 4 jonrones, dio 16 bases por bolas (1 intencional), ponchó 16 en 22 juegos, 5 finalizados y 31.0 innings lanzados.